# Qixin Zhong
Qixin Zhong, né le 7 avril 1989, est un grimpeur chinois. Il est spécialisé dans l'escalade de vitesse. Il en a établi le record sur 15 m à 6,40 s en octobre 2010. Alors que ce record est supplanté par Sergueï Abdrakhmanov en juillet 2011, il dépasse à nouveau ce temps quelques jours plus tard avec 6,26 s ; le record sera ensuite battu par Ievgueni Vaïtsekhovski en octobre 2012.

## Biographie
Qixin Zhong commence l'escalade en 2005 à l'université dans le Jiangxi. Il pratique les trois disciplines, mais son entraîneur l'oriente vers la vitesse. Ses performances lui apportent de la popularité en Chine.

## Palmarès

### Championnats du monde
- 2012 à Paris,  France
  -  Médaille d'or en vitesse
- 2011 à Arco,  Italie
  -  Médaille d'or en vitesse
- 2009 à Qinghai,  Chine
  -  Médaille d'or en vitesse
- 2007 à Avilés,  Espagne
  -  Médaille d'or en vitesse[4]